# Jerovska vas
Jerovska vas je naselje v Občini Šmarje pri Jelšah.